# Kornacice
Kornacice – wieś w sołecka Polsce położona w województwie świętokrzyskim, w powiecie opatowskim, w gminie Opatów.
W latach 1954–1961 wieś należała i była siedzibą władz gromady Kornacice, po jej zniesieniu w gromadzie Bogusławice. W latach 1975–1998 miejscowość administracyjnie należała do województwa tarnobrzeskiego.
| SIMC    | Nazwa | Rodzaj             |
| ------- | ----- | ------------------ |
| 0801585 | Różal | część miejscowości |

## Historia
Kornacice w XIX w. opisano jako – wieś i folwark w powiecie opatowskim, gminie Opatów, parafii Ptkanów.
W 1827 r. było ta 17 domów, 130 mieszkańców.
W 1882 było 19 domów, 136 mieszkańców Folwark w Kornacicach posiadał rozległość mórg 582 w tym: grunty orne i ogrody mórg 528, łąk mórg 12, pastwisk mórg 8, nieużytki i place mórg 31, budynków murowanych – jeden, z drzewa 9, płodozmian 11. polowy, we wsi wiatrak. Wieś Kornacice liczyła wówczas osad 17, z gruntem mórg 132.
Według spisu powszechnego z roku 1921 w kolonii Kornacice było 12 domów, 78 mieszkańców, we wsi 21 domów, 141 mieszkańców